# Halász Géza (labdarúgó)
Halász Géza, Fischer (? – ?) ötszörös magyar bajnok labdarúgó, fedezet.

## Pályafutása
1906 és 1911 között 31 mérkőzésen szerepelt az FTC-ben, amelyből 18 bajnoki, 9 nemzetközi és 4 hazai díjmérkőzés volt. Nem tartozott a meghatározó játékosok közé, de bajnoki szerepléseivel öt bajnoki győzelemhez járult hozzá és ezzel az egyik legsikeresebb magyar labdarúgó.

## Sikerei, díjai
- Magyar bajnokság
  - bajnok 1906–07, 1908–09, 1909–10, 1910–11, 1911–12
  - 2.: 1907–08